# Mauricio Ortega (cyclisme)
Pour les articles homonymes, voir Ortega.
Ne doit pas être confondu avec Mauricio Ortega (athlétisme).
Ortega  Ramírez est un nom espagnol. Le premier nom de famille, en général paternel, est Ortega ; le second, en général maternel, souvent omis, est Ramírez.
Mauricio Alberto Ortega Ramírez est un coureur cycliste colombien. Il est né à Salgar (département d'Antioquia), le 22 octobre 1980. Il est le premier Antioqueño, depuis Martín Emilio Rodríguez, a remporté les deux courses les plus importantes du calendrier national colombien, le Clásico RCN et le Tour de Colombie.
En juin 2019, il est provisoirement suspendu après un contrôle positif au salbutamol. Sa sanction est finalement de neuf mois et prend fin en novembre de la même année.

## Repères biographiques

### Année 2010
Mauricio Ortega remporte cinq courses du calendrier cycliste colombien. Assortis de plusieurs victoires d'étapes, il s'empare des titres de la Vuelta al Valle del Cauca, de la Clásica de Fusagasugá, de la Clásica de El Carmen de Viboral et de la Trepadores a Santa Elena. Il termine sa moisson par le gain de la Clásica de Envigado, où il domine la concurrence dans l'ultime étape, la plus pentue. Cependant un fort virus ne lui permet pas de défendre ses chances dans les épreuves les plus importantes comme le Tour de Colombie ou le Clásico RCN, où pourtant il était le tenant.

### Année 2011
Ortega commence la saison en gagnant la Vuelta al Valle del Cauca, épreuve du calendrier national colombien. Ce qui lui permet d'être sélectionné par son directeur sportif pour représenter sa formation EPM-UNE, lors de sa tournée en Espagne. Ortega y est victime d'une tendinite rotulienne au genou gauche et retourne en Colombie avant ses coéquipiers. Il est insuffisamment remis pour pouvoir participer au Tour de Colombie. Il reprend la compétition deux mois après sa dernière course, lors de la Clásica Ciudad de Girardot. Son équipier Stiber Ortiz remporte l'épreuve et lui se classe 32e. Peu à peu, il retrouve la forme ce qui lui permet de s'illustrer dans la Clásica de Marinilla et de remporter, en septembre, une course de côte, la Clásica Trepadores a Santa Elena, où il finit seul les dix derniers kilomètres d'ascension concrétisant la supériorité des EPM-UNE. Lors du Clásico RCN, Ortega, revenu au meilleur de sa forme, participe à la domination des hommes de Raúl Mesa. Il s'adjuge la sixième étape résistant au retour du peloton des favoris, après être sorti dans l'Alto de la Línea, puis aide son coéquipier Rafael Infantino à remporter la course.

### Année 2012
En avril, il fait partie des huit coureurs sélectionnés par Raúl Mesa, pour disputer les cinq épreuves espagnoles au programme de son équipe. Hormis, un début de Tour de La Rioja qui le voit passer devant les deux premiers cols de la journée, Ortega ne s'illustre pas lors des quatre premières épreuves de la tournée. En revanche, en passant en tête quatre difficultés de la seconde étape du Tour de la communauté de Madrid (et notamment le premier passage au sommet du Puerto de la Morcuera (es)), il remporte le trophée du meilleur grimpeur de cette ultime course.
En Colombie, après un début de saison sans relief, qui le voit commencer par une quarante-septième place à la Vuelta al Valle, où pourtant il était détenteur du titre, puis terminer sixième de la Clásica de Fusagasugá, derrière quatre coéquipiers, le Tour de Colombie est un échec. Hors de forme, il perd dix minutes, dès la première étape de montagne. Comme ses coéquipiers, il subit la loi de Félix Cárdenas. Il finira la compétition, à près d'une heure du vainqueur.
Septième de la Vuelta a Antioquia, il remporte, une semaine plus tard, la Vuelta a Santander. Idéalement placé après sa quatrième place, lors du contre-la-montre de la première étape, Ortega s'empare du maillot de leader, en gagnant la troisième étape. Lors de celle-ci, il s'échappe dès le début, en compagnie de son coéquipier Edwin Carvajal et obtient rapidement deux minutes d'avance sur le peloton. Écart qu'ils maintiennent jusqu'à une dizaine de kilomètres de l'arrivée, où Ortega laisse Carvajal, épuisé. Il termine seul, devançant les principaux favoris d'une minute. Il conserve la tête du classement général, avec l'aide de ses équipiers, jusqu'à la fin de l'épreuve. La semaine suivante, il s'adjuge la Vuelta Nacional Marco Fidel Suárez. Il assortit cette victoire du trophée du meilleur grimpeur et du classement combiné.
Pourtant un mois plus tard, il subit la loi d'Óscar Sevilla au Clásico RCN. D'abord piégé comme toute sa formation, lors de la troisième étape, il perd vingt minutes dans la sixième étape et toute chance de bien figurer (il terminera finalement vingt-cinquième). Double vainqueur de la Trepadores a Santa Elena, cette année, il laisse la victoire à son coéquipier Edwin Carvajal qui termine avec lui.

### Année 2013
En compagnie de Rafael Infantino et d'Isaac Bolívar, Mauricio Ortega revient dans son équipe formatrice de l'Orgullo Antioqueño pour la saison 2013.

## Équipes
- Amateurs
  - 2003 :  EPM.net - IDEA[30]
  - 2004 :  Salamanca Patrimonio de la Humanidad
  - 2005 :  Castilla Caja La Mancha
  - 2006 :  Atom Azpiru puis  GW Bicicletas Shimano[31]
  - 2007 :  GW Bicicletas Shimano[32]
  - 2008 :  UNE[33]
  - 2009 :  UNE-EPM
- Professionnelles
  - 2010 :  EPM-UNE
  - 2011 :  EPM-UNE

## Palmarès
| - 2002 - Champion panaméricain du contre-la-montre espoirs - 2003 - 5e étape du Tour du Guatemala - 3e du Tour du Guatemala - 2004 - 3e du Tour de la communauté de Madrid - 2006 - 4e étape du Clásico RCN - 2005 - Tour d'Alicante : - Classement général - 2e étape - 2006 - 4e étape du Clásico RCN - 2007 - Vuelta al Tolima : - Classement général - 1re étape - 2008 - 5e étape du Clásico RCN - 2e du Tour de Colombie - 2e du Clásico RCN - 3e de la Vuelta al Valle del Cauca - 2009 - Clásica de Fusagasugá : - Classement général - 3e étape (contre-la-montre) - 5e étape de la Clásica de Girardot (contre-la-montre) - Clásica de El Carmen de Viboral : - Classement général - 3e étape - Clásico RCN : - Classement général - 1re (contre-la-montre par équipes) et 5e étapes - 3e de la Clásica de Girardot - 3e de la Clásica de Marinilla | - 2010 - Vuelta al Valle del Cauca : - Classement général - 3e étape (contre-la-montre) - Clásica de Fusagasugá : - Classement général - 1re et 3e (contre-la-montre) étapes - Clásica de El Carmen de Viboral : - Classement général - 1re et 2e étapes - 2011 - Classement général de la Vuelta al Valle del Cauca - 6e étape du Clásico RCN - 2013 - 7e étape du Tour de Colombie - Classement général de la Clásica de Girardot - 3e de la Clásica de El Carmen de Viboral - 3e du Tour de Colombie - 2014 - 1re étape de la Vuelta al Tolima - 2e étape de la Clásica de Fusagasugá - Classement général de la Clásica de Girardot - 3e de la Clásica de Fusagasugá - 2015 - 2e du Tour de Colombie - 2016 - Tour de Colombie : - Classement général - 6e et 7e étapes - 3e du Tour de Chine I - 2017 - UCI Asia Tour - 2e du Tour du lac Qinghai - 3e du Tour de Chine II |

## Classements mondiaux
| Année            | 2007 | 2008 | 2009 | 2010 | 2011 | 2012 | 2013 | 2014 | 2015 | 2016 | 2017 |
| ---------------- | ---- | ---- | ---- | ---- | ---- | ---- | ---- | ---- | ---- | ---- | ---- |
| UCI America Tour | 140e | 137e | 190e |      |      |      | 99e  | 141e | 31e  | 81e  |      |
| UCI Asia Tour    |      |      |      |      |      |      |      |      |      | 104e | 1er  |